# Stefan Schwartz
Stefan Schwartz (* 1. května 1963, Londýn) je anglický filmový a televizní režisér. Po ukončení university zahájil spolupráci se spolužákem Richardem Holmesem, který se stal producentem. Svou kariéru zahájil Schwartz v polovině osmdesátých let jako herec; počátkem následující dekády se stal režisérem. Jeho první filmová komedie Soft Top Hard Shoulder byla představena v roce 1993. Později natočil několik dalších filmů a je také režisérem různých seriálů, jako například Dr. House (epizoda „Tělo a duše“, 2012), Živí mrtví (epizoda „Prey“, 2013) a The Bridge (epizoda „Sorrowsworn“, 2014).